# 四日市市立内部東小学校
四日市市立内部東小学校（よっかいちしりつ うつべひがししょうがっこう）は三重県四日市市釆女町にある公立小学校である。

## 沿革
- 1984年（昭和59年）4月4日 - 内部小学校より分離開校[1]。

## 通学区域
- 小古曽一～六丁目、小古曽東一～三丁目、森カ山町、小古曽町（一部の地域を除く）、波木南台一～四丁目、釆女町の一部、波木町の一部、貝家町の一部[2]

## 主な進学先
- 四日市市立内部中学校